# Schauenburg (Hesse)
Schauenburg é um município da Alemanha, situado no distrito de Kassel, no estado de Hesse. Tem 30,85 km² de área, e sua população em 2019 foi estimada em 10.456 habitantes.